# Baikalospongia intermedia
Baikalospongia intermedia  (лат.) — вид губок рода Baikalospongia семейства Lubomirskiidae. Вид был впервые описан в 1880 году польским естествоиспытателем Бенедиктом Ивановичем Дыбовским.

## Распространение, описание
Эндемик России, распространённый в озере Байкал. Как правило широко встречается на глубинах от 3 до 40 метров. В 1936 году на глубине 889 метров был обнаружен глубоководный экземпляр губки, выделенный в отдельный подвид В. intermedia profundalis. Сведений о морфологических признаках пока недостаточно, чтобы можно было уточнить параметры, разграничивающие подвид и основную форму вида.
Распространён на каменистых участках. Тело зелёного цвета.

## Экология
С Baikalospongia intermedia ассоциированы бактерии типов Протеобактерии (Proteobacteria), Актинобактерии (Actinobacteria), Planctomycetes, Cloroflexi, Verrucomicrobia, Acidobacteria, Chlorobi и Nitrospirae.